# Реакторная площадка Вашингтон Хе-100
Реакторная площадка Вашингтон Хе-100 (англ. Washington Xe-100) — строящаяся атомная электростанция в штате Вашингтон, США.

## Концепция и сроки
Несколько модульных реакторов Xe-100, разработанных компанией X-energy, будут установлены для производства атомной электроэнергии возле атомной электростанции Колумбия в штате Вашингтон, США, к 2030-м годам. Это будет вторая разработанная компанией X-energy электростанция после строящейся к 2030 году в Техасе. Оператором электростанции будет компания Energy Northwest. Она так же является оператором единственной атомной электростанции АЭС Колумбия на Тихоокеанском северо-западе на 2023 год.

## Реактор
Xe-100 — серия малых модульных газоохлаждаемых реакторов.  Мощность реактора — 100 мегаватт. Особенность электростанции, работающей на этом реакторе, состоит в существенном уменьшении количества требуемого для обслуживания персонала.

## Оппозиция
Против строительства объекта выступают экологические группы, в том числе Columbia River Keeper и Фонд охраны природы штата Орегон, которые в целом выступают против использования новых малых модульных реакторов.
Дополнительно Хранитель реки Колумбия заявляет, что организация Конфедеративные племена индейской резервации Уматилла выступила против заявки компании X-energy на получение лицензии Министерства энергетики для работы на Хэнфордском комплексе.

## Внешние ссылки
- LeCompte, Michael (19 июля 2023). Central Washington to be site of new, small nuclear reactors. Kennewick, Washington: KHQ Television Group. Дата обращения: 21 июля 2023.
- Проекты компании Energy Northwest